# Magnolia jigongshanensis
Magnolia jigongshanensis är en magnoliaväxtart som beskrevs av T.B.Chao, D.L.Fu och W.B.Sun. Magnolia jigongshanensis ingår i släktet Magnolia och familjen magnoliaväxter. Inga underarter finns listade i Catalogue of Life.